# Bartolomé Ribelles Dalmau
Bartolomé Ribelles Dalmau (València, 11 de desembre de 1743 – 27 de febrer de 1795) fou arquitecte i enginyer neoclàssic valencià.

## Vida i obra
Incondicional de les idees acadèmiques, en l'Acadèmia de Sant Carles de València obtingué el títol d'arquitecte el 21 d'octubre de 1770, fou nomentat Acadèmic de Mèrit el 14 d'agost de 1773 i Tinent d'Arquitectura el 3 de febrer de 1788. I En l'Acadèmia de Sant Ferran de Madrid fou nomentat Acadèmic de Mèrit el 14 de març de 1781, reconogut posteriorment en l'Acadèmia de Sant Carles.
Fou l'enginyer encarregat de la direcció de les obres de la carretera de València a Molins de Rei, i en aquesta tasca cal destacar el pont Nou entre Vila-real i Almassora sobre el riu Millars, construït entre 1788 i 1790, amb 13 obertures construïdes amb carreus i arcs de mig punt. Dissenya, i en alguns casos també dirigeix, altres obres d'enginyeria, com ponts, camins, canals, pantans, ports i aqüeductes, dels quals destaquen: En 1788 projecta el recreixement de la presa del pantà d'Almansa, i la millora dels camins que surten de Liétor cap a Madrid, Andalusia, Caravaca de la Cruz i Múrcia, amb dos ponts sobre el riu Mundo, en els camins d'Andalusia i Caravaca; en 1790 modifica un projecte ja existent d'un pont sobre el riu Millars en Olba; construeix un pont colgant en Atzeneta del Maestrat (1790-1791), sobre el riu de Montlleó; dos ponts en Albacete, un prop d'Ontur i l'altre prop d'Hellín; en València projecta un aqüeducte i una dàrsena en el port, construeix un pont en Moixent, i dissenya la rehabilitació del port de Benigànim (1792).
En arquitectura civil, cal destacar, els projectes d'una caserna i una presó en Requena.
En l'àmbit de l'arquitectura religiosa destaca la seva participació en la capella de la Mare de Déu del Pópulo de l'església de la Puríssima de Quart de Poblet, el cambril del Crist en l'Església del Rosari del Canyamelar (València), el claustre i la façana del convent dominic de València i, el presbiteri i el cor de l'església de l'Assumpció d'Almansa (1789). També projectà la renovació de l'església de l'Assumpció de les Coves de Vinromà (1784-1788), l'església de Sant Jaume de Vila-real (1785),
l'església de Sant Joan Baptista de Cabanes, i l'església de l'Assumpció d'Onda (1786).